# 金斗梁
金斗梁（韓語：김두량，1696-1763年），朝鲜王朝画家，朝鲜“图画署”画员，曾任别提一职。金斗梁擅长风俗画，主要代表作品有《牧牛图》、《黑狗图》等。:225